# Together Again (álbum de Tony Bennett y Bill Evans)
Together Again es un álbum de estudio del cantante estadounidense Tony Bennett, con el pianista de jazz de la misma nacionalidad Bill Evans. Inicialmente el sello Improv Records de Bennett lo lanzó, que luego quebró el mismo año, pero Concord lo volvió a publicar.
Su primer disco juntos, The Tony Bennett/Bill Evans Album, fue lanzado por la discográfica Fantasy Records en 1975. Este y el anterior se incluyeron con más temas alternativos y adicionales en The Complete Tony Bennett/Bill Evans Recordings publicado por Fantasy en 2009.

## Lista de canciones
1. «The Bad and the Beautiful» (Langdon, Raksin) – 2:18
2. «Lucky to Be Me» (Bernstein, Comden, Green) – 3:45
3. «Make Someone Happy» (Comden, Green, Styne) – 3:53
4. «You're Nearer»  (Hart, Rodgers) – 2:23
5. «A Child Is Born» (Thad Jones, Alec Wilder) – 3:17
6. «The Two Lonely People» (Bill Evans, Carol Hall) – 4:27
7. «You Don't Know What Love Is» (Gene de Paul, Don Raye) – 3:27
8. «Maybe September» (Ray Evans, Faith, Livingston) – 3:55
9. «Lonely Girl» (Evans, Livingstone, Hefti) – 2:49
10. «You Must Believe in Spring» (Bergman, Bergman, Demy) – 5:51

Bonus tracks:
1. «Who Can I Turn To (When Nobody Needs Me)»  (Bricusse, Newley) – 2:28
2. «Dream Dancing»  (Porter) – 3:46

Fuente: